# Ponson-Debat-Pouts
Ponson-Debat-Pouts är en kommun i departementet Pyrénées-Atlantiques i regionen Nouvelle-Aquitaine i sydvästra Frankrike. Kommunen ligger i kantonen Montaner som tillhör arrondissementet Pau. År 2022 hade Ponson-Debat-Pouts 98 invånare.

## Befolkningsutveckling
Antalet invånare i kommunen Ponson-Debat-Pouts
| Referens: INSEE |